# Rosemary Harris
Pour les articles homonymes, voir Harris.
 (juin 2025).
Rosemary Harris, née le 19 septembre 1927 à Ashby-de-la-Zouch dans le Leicestershire, est une actrice britannico-américano-roumaine.

## Biographie

### Enfance
Rosemary Harris est née à Ashby-de-la-Zouch. Elle est la fille de Stafford Berkely Harris et d'Enid Maude Frances. Son père est dans la Royal Air Force. 
Sa famille vit en Inde pendant son enfance. Une de ses grands-mères, née dans une famille de boyars à Muntenia, est roumaine.
Elle va aux écoles de couvent et étudie plus tard à l'Académie Royale d'Art dramatique de 1951 à 1952.

### Vie privée
Elle est mariée à Ellis Rabb de 1959 à 1967, et à John Ehle de 1967 à 2018 avec qui elle a une fille, l'actrice Jennifer Ehle, née en 1969.

## Filmographie

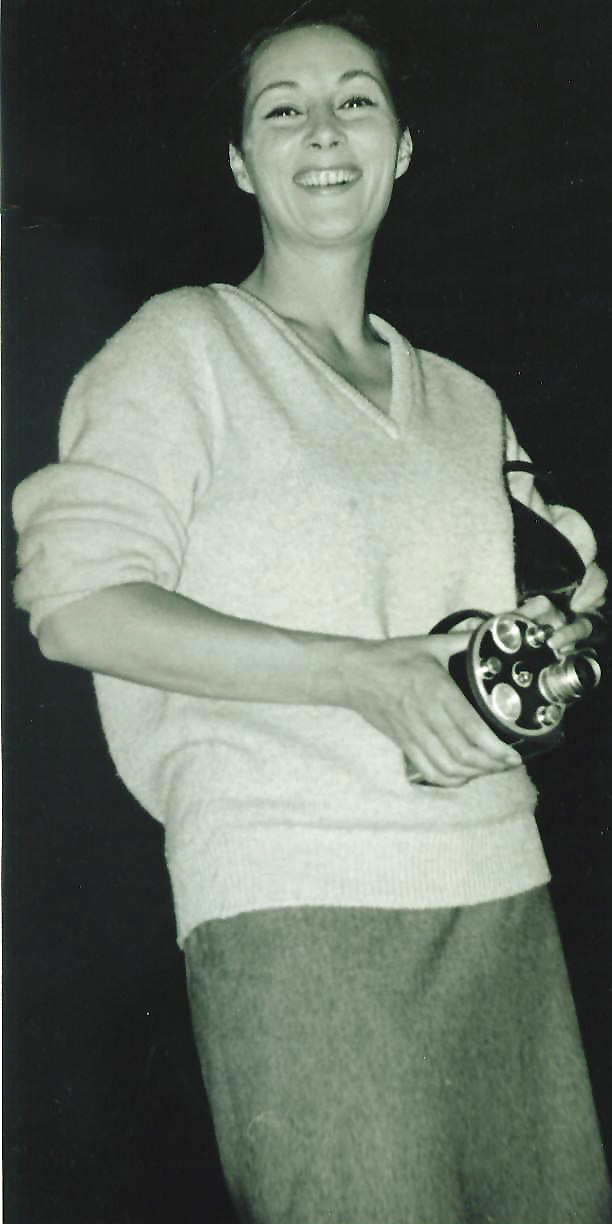
Rosemary Harris en 1962.

- 1954 :  Le Beau Brummel (Beau Brummell) : Mrs. Fitzherbert
- 1955 : Othello (téléfilm) : Desdemona
- 1957 : The Shiralee : Lily Parker
- 1957 : Twelfth Night (téléfilm) : Viola
- 1963 : Uncle Vanya : Yelena
- 1966 : Eh, Joe? (téléfilm) : Woman's voice (voix)
- 1966 : Blithe Spirit (téléfilm) : Elvira Condomine
- 1968 : La Puce à l'oreille (A Flea in Her Ear) : Gabrielle Chandebisse
- 1974 : Notorious Woman (feuilleton TV) : George Sand (Aurore Dupin)
- 1977 : The Royal Family (téléfilm) : Julie Cavendish
- 1978 : Holocauste (Holocaust) (feuilleton TV) : Berta Palitz Weiss
- 1978 : Ces garçons qui venaient du Brésil (The Boys from Brazil) : Mrs. Doring
- 1979 : The Chisholms (feuilleton TV) : Minerva Chisholm
- 1980 : The Chisholms (série télévisée) : Minerva Chisholm (unknown episodes)
- 1983 : To the Lighthouse (téléfilm) : Mrs. Ramsay
- 1983 : The Ploughman's Lunch : Ann Barrington
- 1986 : Heartbreak House (téléfilm) : Hesione Hushabye
- 1988 : Tales from the Hollywood Hills: The Old Reliable (téléfilm) : Adela Shannon
- 1988 : Strange Interlude (téléfilm) : Mrs. Amos Evans
- 1988 : Izzy et Sam (Crossing Delancey), de Joan Micklin Silver : Pauline Swift
- 1989 : The Delinquents (en) de Chris Thomson : Isobel
- 1992 : The Camomile Lawn (feuilleton TV) : Calypso
- 1992 : The Bridge : Aunt Jude
- 1994 : Tom et Viv : Rose Haigh-Wood
- 1996 : Death of a Salesman (téléfilm) : Linda
- 1996 : Les Cavaliers de la liberté (The Little Riders) (téléfilm) : Grandma Roden
- 1996 : Hamlet : Player Queen
- 1999 : My Life So Far : Gamma MacIntosh
- 1999 : Sunshine : Valéria Sonnenschein/Sors (âgée)
- 2000 : Intuitions (The Gift) : Annie's Granny
- 2001 : Coup de peigne (Blow Dry) : Daisy
- 2002 : Spider-Man : May Parker
- 2004 : Spider-Man 2 : May Parker
- 2004 : Adorable Julia : Julia's Mother
- 2007 : Spider-Man 3 : May Parker
- 2007 : 7 h 58 ce samedi-là : Nanette
- 2010 : Is Anybody There? : Elsie
- 2010 : Radio Free Albemuth de John Alan Simon
- 2010 : New York, unité spéciale (saison 12 , épisode 5) : Francine Brooks
- 2012 : Target : Nana Foster
- 2015 : The von Trapp Family: A Life of Music : Agathe von Trapp (âgée)
- 2021 : The Undoing : Janet Fraser

## Distinctions et nominations
- Golden Globe Award : Meilleure actrice dans une série télévisée dramatique en 1979 pour Holocauste.
- Nomination à l'Oscar de la meilleure actrice dans un second rôle en 1995 pour Tom et Viv.